# II liga walijska w piłce nożnej mężczyzn
II liga walijska w piłce nożnej mężczyzn – drugi poziom rozgrywek ligowych w piłkę nożną w Walii. Od 2019 rozgrywki odbywają się w dwóch odrębnych ligach, podzielonych geograficznie:
- Cymru North
- Cymru South